# ديفيد إم. ويستكوت
ديفيد إم. ويستكوت هو صحفي وسياسي أمريكي، ولد في 1769 في كورنوال في الولايات المتحدة، وتوفي في 21 أبريل 1841 في غوشين في الولايات المتحدة. نشط حزبياً في الحزب الديمقراطي. وقد انتخب عضو جمعية ولاية نيويورك ‏ وانتخب عضو مجلس ولاية نيويورك ‏.